# Народно-демократическая организация за независимость и социализм
Народно-демократическая организация за независимость и социализм (англ. People’s Democratic Organisation for Independence and Socialism, PDOIS) — радикальная социалистическая политическая партия в Гамбии. С 2005 года она входила в Национальный альянс за демократию и развитие (NADD), а на президентских выборах 2016 года присоединилась к «Коалиции 2016», чей кандидат, Адама Бэрроу, победил десятилетиями правившего президента Яйя Джамме. PDOIS также выпускает партийную газету «Foroyaa», ставшую известной за свою оппозицию к режиму Джамме.

## История
Народно-демократическая организация за независимость и социализм (PDOIS) была основана 31 июля 1986 года. Она возникла на основе существовавшей ранее группы Народное движение за независимость против неоколониализма и капитализма в Гамбии (People’s Movement for Independence against Neo-Colonialism and Capitalism in The Gambia, PMINCC), в состав которой входили социолог Халифа Салла, а также Сэм Сарр, Эми Силла, Адама Ба и Момоду Сархо. PMINCC также считалось издателем газеты «The Voice of the Future» («Голос будущего»), и шесть его членов за свои публикации в 1984 году были преданы суду, однако в итоге оправданы.
Первоначально у PDOIS не было официального лидера вплоть до декабря 1997 года, когда таковым был избран учёный-лингвист Сидия Джатта. В своей газете «Foroyaa», издаваемой с июля 1987 года, партия критиковала прозападную внешнюю политику Дауды Джавара и выступала против Конфедерации Сенегамбия.
В 1987 году PDOIS выдвинула пятерых кандидатов на парламентских выборах, но все они потерпели поражение. В 1992 году она выдвинула 14 кандидатов, но снова все были побеждены. На президентских выборах в том же году Джавара занял четвертое место, получив 5,24 % голосов. PDOIS не была запрещена после переворота 1994 года во главе с Яйя Джамме, поскольку она воздержалась от его публичного осуждения. С другой стороны, и Джатта, и Салла отказались от предлагаемых им мест в кабинете министров.
Джатта получил 3 % голосов на президентских выборах в 1996 и 2001 годах. По итогам парламентских выборов 1997 года Джатта завоевал для партии её первое место в Национальном собрании. В 2002 году Джатта сохранил своё депутатское кресло; к нему также присоединился прошедший по округу Серекунда-Центральный Халифа Салла. С 2002 по 2007 год PDOIS была крупнейшей оппозиционной партией в Национальном собрании, а Салла — официальным лидером оппозиции.
В январе 2005 года PDOIS вступила в Национальный альянс за демократию и развития в числе 5 ведущих оппозиционных партий (Объединённая демократическая партия, Народная прогрессивная партия, Партия национального примирения, Движение национального демократического действия). Вскоре Салла с тремя другими оппозиционными депутатами был лишён мандата якобы за двойное партийное членство (поскольку альянс NADD был официально зарегистрирован как новая партия), однако вернул своё место на довыборах. Его тюремное заключение на основании обвинений в подрывной деятельности в пользу Сенегала также было прекращено — благодаря вмешательству президента Нигерии Олусегуна Обасанджо.
В качестве кандидата нового альянса на президентских выборах 2006 года был выбран именно Салла, но он получил только 6 % голосов и 3-е место. На парламентских выборах 2007 года весь NADD смог провести только одного кандидата, которое отошло Джатте, а Салла потерял свой мандат. Народно-демократическая организация за независимость и социализм подвергалась дальнейшим преследованиям и бойкотировала выборы 2012 года.
В феврале 2016 года Салла был анонсирован как кандидат PDOIS на президентских выборах в Гамбии в том же году, однако затем партия объединила усилия с 6 другими оппозиционными силами в «Коалиции 2016». Салла стал её пресс-секретарём и советником единого кандидата коалиции Адамы Бэрроу, оставаясь в этой позиции и после избрания того президентом, вплоть до марта 2017 года. Считается, что Салла рассматривался как один из кандидатов в вице-президенты при Бэрроу.
PDOIS и её печатный орган сыграли важную роль в победе над проигравшим авторитарным президентом Джамме и предотвращении узурпации тем власти во время конституционного кризиса. Впрочем, партия быстро разочаровалась в победившем Бэрроу и перешла к нему в оппозицию. На парламентских выборах 6 апреля 2017 года PDOIS получила почти 9 % голосов, что обеспечило ей избрание 4 депутатов.

## Участие в парламентских выборах
| Выборы | Голосов                | %      | Мест    | Итоги выборов     |
| ------ | ---------------------- | ------ | ------- | ----------------- |
| 1997   | 24 272                 | 7,88   | 1 из 49 | Большинство РКАТО |
| 2002   | 15 987                 | 28,05  | 2 из 53 | Большинство РКАТО |
| 2007   | 13 990 (в рамках NADD) | 7,10   | 1 из 53 | Большинство РКАТО |
| 2012   | Бойкот                 | Бойкот | 0 из 53 | Большинство РКАТО |
| 2017   | 33 894                 | 8,94   | 4 из 58 | Большинство ОДП   |